# Louveigné
Louveigné [luvɲe] (en wallon Lovgné) est une section de la commune belge de Sprimont située en Région wallonne dans la province de Liège. C'était une commune à part entière avant la fusion des communes de 1977.

## Géographie

### Situation
Le village de Louveigné se situe à une altitude de 260 mètres environ, sur la ligne de partage entre l'Amblève et la Vesdre, à la limite nord du vallon des chantoirs et de la région calcaire de la Calestienne ainsi qu'à la limite est du Condroz liégeois. Quant à l'Ardenne, elle occupe la partie orientale de l'ancienne commune.
Banneux, connue pour son pèlerinage, est une section de la localité. Quant à Deigné qui faisait partie de la commune de Louveigné avant la fusion des communes en 1977, il a été rattaché à la commune d'Aywaille.

## Évolution démographique
- Sources : INS, Rem. : 1831 jusqu'en 1970 = recensements, 1976 = nombre d'habitants au 31 décembre.

## Histoire
Au Moyen Âge et jusqu'en 1795, Louveigné et Fraipont formaient une enclave de la principauté abbatiale de Stavelot et du district du comté de Logne, entourée de terres luxembourgeoises, limbourgeoises et liégeoises. L'abbé était souverain et seigneur. Il désignait un avoué local, héréditaire, le seigneur de Fraipont, chargé d'assurer la protection des biens de l’abbaye. Il résidait al'Tour (Tour de la Dîme, rue du Gravier). On découvre encore de cette époque quelques habitations en pierre calcaire, extraite au niveau du quartier dit trôleu (trou au loup), un des nombreux chantoirs de la région, l'église St-Remacle, al'Tour avec li pîr à leu (la pierre au loup), le moulin de Stinval, la Cens (ferme) de la Haute-Folie, la chapelle de Blindef.
C'est probablement de cette époque que date l'installation d'une cour de justice de paix, antenne de l'abbatiale de Stavelot, qui se tenait historiquement sur la place dite « du tilleul », et qui a été transférée à l'époque moderne dans sur la petite place devant l'église Saint Remacle.
De 1795 à 1815, sous le régime français, Louveigné est une commune et un canton judiciaire du département de l'Ourthe.
Le 7 août 1914, le 73e RI de l'armée impériale allemande y passa par les armes 28 civils et y détruisit 77 maisons, lors des atrocités allemandes commises au début de l'invasion.
Un jugement courageux, favorable aux agriculteurs locaux et contre la C.N.A.A., rendu par le Juge Paul Hanson, en février 1942, a eu une portée nationale. Il valut au magistrat la déportation dont, hélas, il ne revint pas.
L'homme politique Claude Ancion y est né.
Le tribunal de justice de paix siège toujours à Louveigné.

## Patrimoine et culture

### Patrimoine architectural et sites

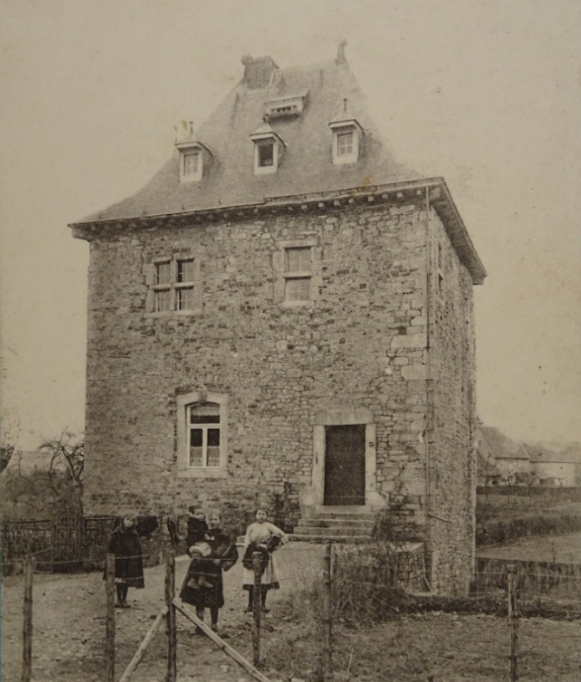
La tour de la Dîme.

- La tour de la Dîme appelée aussi tour Lempereur ou tour-forte de Louveigné date du XVIe siècle.

- La chapelle Notre-Dame de Bon Secours du Trôleu et les deux tilleuls qui l'entourent.
- Le tilleul de la Haute Cour.

### Culture
Louveigné est notamment connu pour sa fête « Les 5 jours F’Art » qui se déroule du vendredi au mardi autour du dernier dimanche de juillet organisé par l'asbl Louveigné-Initiatives.

## Vie associative

### Jumelage
Louveigné est jumelée depuis 1974 avec la commune de Le Perréon dans le Lyonnais français.
La rue principale à Louveigné porte le nom de rue du Perréon.